# Victor Ponta
Victor Ponta (Bucarest, República Socialista de Rumania; 20 de septiembre de 1972) es un político rumano. Fue primer ministro de Rumania entre el  7 de mayo de 2012 y el 5 de noviembre de 2015, después de la renuncia de  Mihai Razvan Ungureanu. También ha sido presidente del Partido Socialdemócrata y diputado de Rumania por Gorj desde el 2004.
El 6 de julio de 2012 consiguió que su propuesta de destitución del presidente de Rumania Traian Basescu fuera aprobada por el Parlamento rumano por lo que el presidente fue suspendido de sus funciones hasta que se celebre un referéndum, el 29 de julio, donde serán los ciudadanos quienes decidan destituirlo o no. El primer ministro Victor Ponta, de la coalición de centro izquierda Unión Social Liberal (USL), acusó a Basescu de abuso de poder, de violar la Constitución y de usurpar el papel de primer ministro y de sus atribuciones, así como despreciar su papel constitucional de mediador entre instituciones.
En julio de 2015, Ponta fue acusado de blanqueo de dinero, fraude y evasión fiscal. Las acusaciones se remontaban a un periodo anterior a su elección como primer ministro, por lo que no se aplicaba la inmunidad procesal de la que gozaba por su cargo. Aunque denunció que la acusación tenía una motivación política, Ponta dimitió como líder del PSD para dedicar tiempo y esfuerzo a su defensa. Sin embargo, rechazó la petición de Iohannis de que dimitiera como primer ministro. El 30 de octubre de 2015, un incendio en un club nocturno de Bucarest se cobró decenas de vidas y dejó decenas de heridos. Miles de personas salieron a la calle para protestar por la corrupción del gobierno y por un régimen normativo que permitía un fallo tan trágico en la seguridad pública. A los pocos días, Ponta anunció su dimisión

## Vida personal

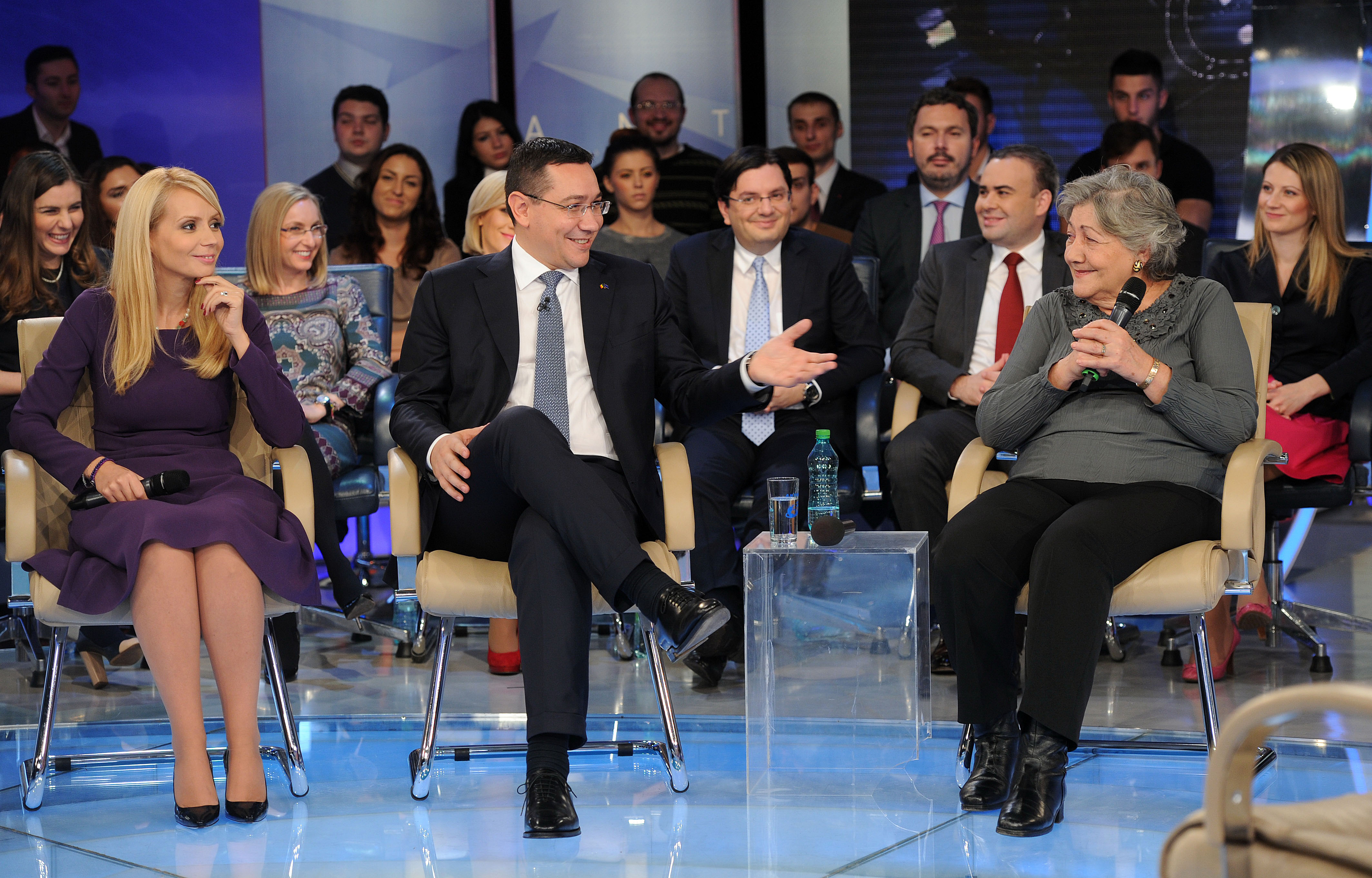
Ponta with his mother, Cornelia Naum (right) and wife, Daciana Sârbu (left) in November 2014

Ponta y su primera esposa Roxana, una novia de la escuela secundaria, tienen un hijo; se casaron en 1998 y se divorciaron en 2006. Ese octubre, en China, se casó discretamente con Daciana Sârbu, una futura miembro del Parlamento Europeo e hija del colega del gabinete Boc de Ponta, Ilie Sârbu. La relación de la pareja se había vuelto seria en 2004, después del nacimiento del hijo de Ponta; tuvieron una hija en marzo de 2008 y se casaron en una ceremonia ortodoxa rumana en la iglesia de Grădina Icoanei de Bucarest ese junio. En 2020, la pareja adoptó a una niña de 6 años.
Ponta es el ganador del campeonato nacional juvenil de baloncesto de 1989, donde jugó para el CSA Steaua București; y de la Dacia Logan Cup 2008, donde fue copiloto. Además, es un seguidor declarado del club de fútbol FC Steaua București. Fue nombrado caballero de la Orden Nacional por el Servicio Fiel en 2002, y en 2004 recibió la Orden de la Estrella de la Solidaridad Italiana.

## Trabajos publicados
- Scurt istoric al justiției penale internaționale, R. A. Monitorul Oficial, Bucarest, 2001
- Drept Penal - Partea generală. Note de curs, Ed. Lumina Lex, Bucarest, 2004
- Curtea Penală Internațională, Ed. Lumina Lex, Bucarest, 2004
- Noi provocări ale secolului XXI - Constituția europeană. Importanță, efecte și natură juridică, Ed. Arhiepiscopia Tomisului, 2005, Constanza
- Drept penal. Partea generală, Ed. Hamangiu, Bucarest, 2006